# Crkva brvnara u Javoranima
Crkva brvnara Svetog Nikole u Javoranima jedna je od najstarijih crkvi ove vrste u Općini Kneževo (Skender Vakuf) u Republici Srpskoj u Bosni i Hercegovini. Nalazi se u selu Javorani.
Sagrađena je 1757. godine od hrastova drveta. Nije se nalazila na istom mjestu kao sada, jer je prenijeta na obližnje brdo u Javoranima (zbog Turaka). Crkva je obnovljena 2004. i za to su zaslužni mještani Javorana na čelu s njihovim svećenikom Ocom Krstanom. 
O crkvi brvnari kruži jedna zanimljiva legenda, da sama prelazi s brda na brdo. To je naravno plod mašte seljana, ali to nije potpuna neistina, jer je crkva u vrijeme Turaka stvarno premještana, rastavljana pa ponovo sklapana, s brda na brdo i to par puta. Razlog premještanja su Turci, koji su uništavali crkve i srpske bogomolje.